# Згорня Речиця
Згорня Речиця (словен. Zgornja Rečica) — поселення в общині Лашко, Савинський регіон, Словенія. Висота над рівнем моря: 490 м. 